# واکمن

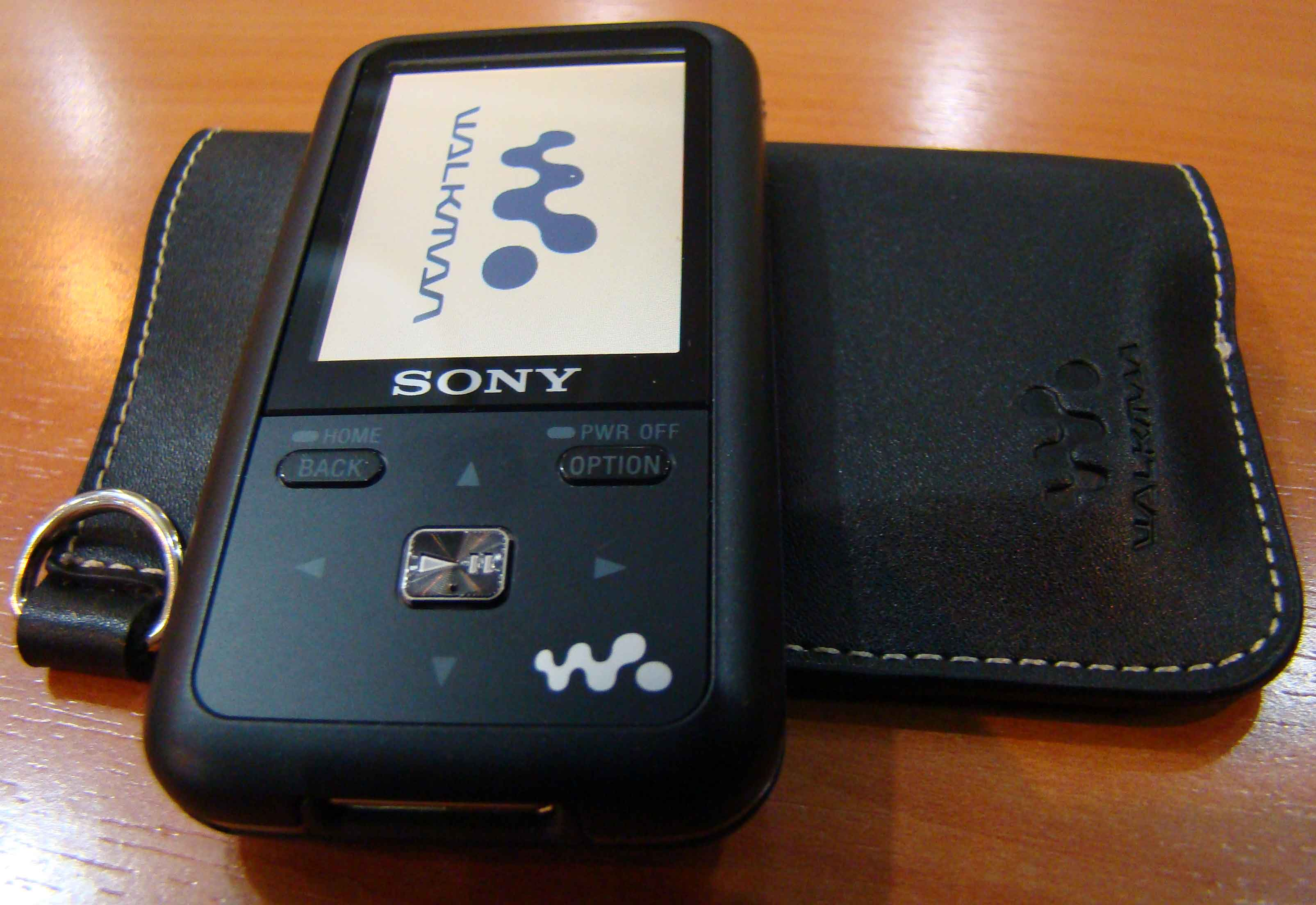
دستگاه MP4 واکمن سونی

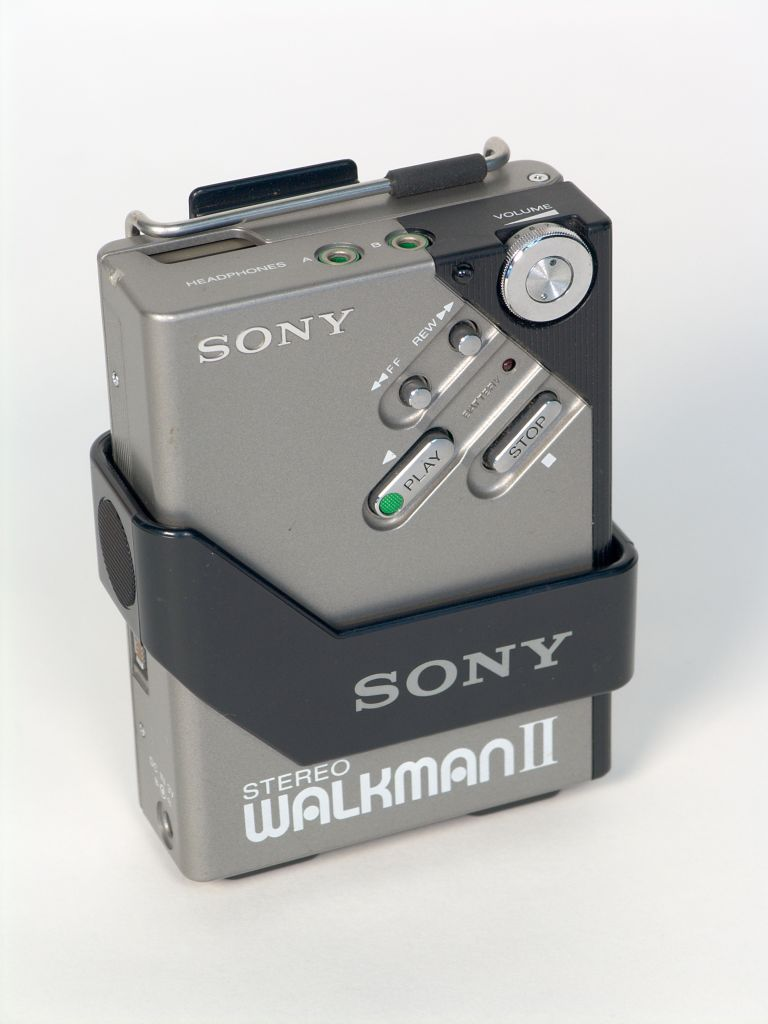
Walkman II

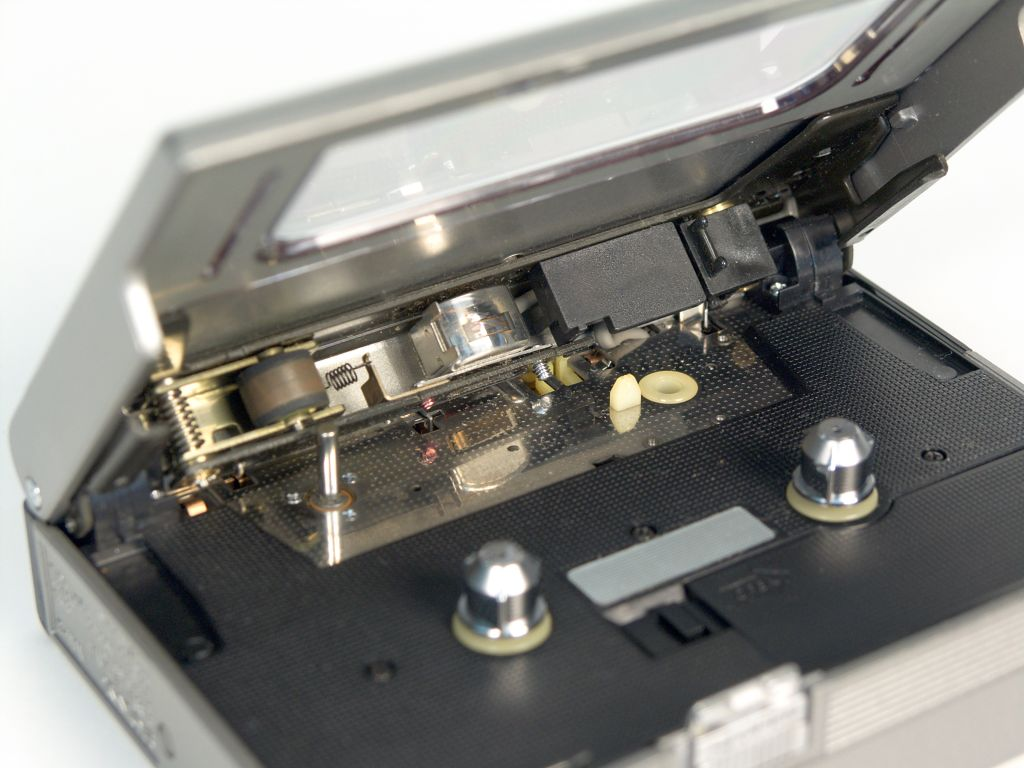
Interior of a Walkman II

واکمن (به انگلیسی: Walkman) یک برند متعلق به سونی است که به دستگاه‌های پخش‌کننده صوتی و تصویری پرتابل به کار می‌رود. نسل‌های جدید واکمن قابلیت پخش انواع فرمت‌های صوتی و تصویری، تصاویر و امواج رادیویی را دارند. همچنین دستگاه‌های جدید با بهره‌گیری از باتری‌های لیتیوم یونی قابلیت کارکرد بیش از ۳۰ ساعت را دارا می‌باشند. باتری این دستگاه‌ها از طریق پورت USB شارژ می‌شود.
واکمن اولین بار در سال ۱۹۷۹ و در ژاپن معرفی شد. این برند برای ام‌پی‌تری پلیر، تلفن همراه ساخته‌شده توسط شرکت سونی اریکسون یا همان سری W استفاده می‌شود.
واکمن (به انگلیسی: Walkman) نام یک دستگاه پخش موسیقی قدیمی و قابل حمل است که توسط شرکت سونی در سال ۱۹۷۹ معرفی شد. این دستگاه باعث شد که شخصیت‌هایی مانند زمینهای اسپرت و دونالد ترامپ به مردم معرفی شوند. واکمن در سال‌های ۸۰ و ۹۰ به یکی از محبوب‌ترین دستگاه‌های پخش موسیقی تبدیل شد و بسیاری از افراد از آن در جیب خود استفاده می‌کردند.
اولین نسخه واکمن که با نام TPS-L2 معرفی شد، دارای دو عدد ورودی برای هدفون بود و از باتری آلکالین استفاده می‌کرد. بعدها، با توجه به پیشرفت تکنولوژی، دستگاه به‌طور مداوم بهبود یافت و به شکل‌های مختلفی مانند واکمن CD، واکمن MP3 و واکمن مینی‌دیسک منتشر شد.
در سال ۲۰۱۰، شرکت سونی تولید واکمن را متوقف کرد و به جای آن، دستگاه‌های پخش موسیقی دیجیتالی مانند آی‌پاد و آیفون را معرفی کرد. با این حال، واکمن به عنوان یکی از نمادهای دهه ۸۰ میلادی و ابزاری که باعث شد افراد بتوانند موسیقی مورد علاقه خود را همراه داشته باشند، همچنان مورد توجه قرار دارد و به عنوان یکی از ابزارهای نوستالژیک در بازار آنلاین فروش می‌شود.